# Angelo Comolli
Angelo Comolli (Milano, 1863 – Morimondo, 24 giugno 1949) è stato un pittore, decoratore e docente italiano.

## Biografia
Figlio di Ambrogio, pittore attivo nel capoluogo lombardo, studiò all'Accademia di Brera sotto la guida di Giuseppe Bertini. Dell'Accademia diventò in seguito docente fino alla morte.
La sua attività pittorica ebbe inizio nel 1888 quando espose presso la Permanente una "Testa di donna", ma il successo gli arrise come decoratore. Sue le decorazioni del Palazzo della Borsa, della Casa Verdi e la camera di commercio di Milano, la facciata della chiesa di San Giovanni Battista a Induno Olona in provincia di Varese e il palazzo di giustizia di Varese.
A Morimondo è visitabile il Civico museo Angelo Comolli, situato al primo piano del Palazzo Comunale con ingresso da Piazza Municipio 1: conserva alcune opere del pittore e affrescatore liberty Angelo Comolli. Si tratta in prelavenza di grandi cartoni preparatori per decorazioni figurate, soprattutto rappresentanti personaggi sacri, disegnati senza affettazione agiografica, ma con una carica espressiva intensissima, tratteggiati a carboncino con straordinaria sicurezza e incisività.